# مورسدورف (تورینگن)
مورسدورف (به آلمانی: Mörsdorf) یک شهر در آلمان است که در زاله‌هلتسلاند واقع شده‌است. مورسدورف ۴۴۵ نفر جمعیت دارد.